# Agrostis mannii
Agrostis mannii är en gräsart som först beskrevs av Joseph Dalton Hooker, och fick sitt nu gällande namn av Otto Stapf. Agrostis mannii ingår i släktet ven, och familjen gräs. IUCN kategoriserar arten globalt som nära hotad. Utöver nominatformen finns också underarten A. m. aethiopica.